# Fabio Maniscalco
Fabio Maniscalco (* 1. August 1965 in Neapel; † 1. Februar 2008) war ein italienischer  Archäologe.
Sein Spezialgebiet war die Forschung auf dem Gebiet Schutz von Kulturgut bei bewaffneten Konflikten. Ab 1999 war er an der Universität Neapel Professor für den Schutz von Kulturgut bei bewaffneten Konflikten sowie Direktor der „Observatory for Protection of Cultural Heritage in Areas of Crisis“ (I.S.Fo.R.M., Universität Neapel) und Herausgeber des „Web Journal on Cultural Patrimony“.

## Werke
- World Heritage and War, (2006)  .
- Protection of Nigerian Cultural Property (2006)
- (Hrsg.): Protection, Conservation and Exploitation of Palestinian Cultural Heritage, (2005).
- Protection of Cultural property in Algeria, (2003).
- (Hrsg.): Protection of Cultural Heritage in War Areas, (2002).
- (Hrsg.): La tutela dei beni culturali in Italia, (2002).
- Kosovo and Metohija 1998-2000, (2000).
- Furti d'Autore. La tutela del patrimonio culturale mobile napoletano dal dopoguerra alla fine del XX secolo, (2000).
- Jus Praedae, (1999).
- Frammenti di storia venduta. I tesori di Albania, (1998).
- Sarajevo: itinerari artistici perduti, (1997).
- Protection, Conservation and Valorization of underwater cultural Property, 2004.
- Forma Maris. Forum internazionale di archeologia subacquea, (2001).
- Fondamenti di archeologia subacquea, (1998).
- Ninfei ed edifici marittimi severiani del Palatium imperiale di Baia, (1997).
- Il nuoto nel mondo greco-romano, (1995).
- Archeologia Subacquea, (1992).